# Dravlje
Dravlje – zachodnia dzielnica Lublany, stolicy Słowenii. Zajmuje powierzchnię 1111 ha. Liczba mieszkańców w 2020 roku wynosiła 15 645.